# Istocheta polyphyllae
Istocheta polyphyllae là một loài ruồi trong họ Tachinidae.